# Chirurgia onkologiczna
Chirurgia onkologiczna – priorytetowa dziedzina medycyny zajmująca się leczeniem operacyjnym nowotworów. Jest specjalnością szczegółową chirurgii. Zakres tej specjalizacji, oprócz samego leczenia operacyjnego, obejmuje ocenę stopnia zaawansowania nowotworu oraz stanu chorego, ustalenie planu leczenia skojarzonego w multidyscyplinarnym zespole zgodnie z uznanymi standardami postępowania, planowanie właściwego typu resekcji, która stwarza największą szansę na wyleczenie, kontrolowanie chorych po leczeniu, a także leczenie paliatywne, rekonstrukcyjne i leczenie nawrotów nowotworu.
W Polsce chirurgia onkologiczna jest specjalizacją lekarską trwającą 6 lat (2 lata modułu podstawowego z chirurgii ogólnej i 4 lata modułu specjalistycznego z chirurgii onkologicznej). W Polsce konsultantem krajowym chirurgii onkologicznej od 7 stycznia 2021 roku jest prof. dr hab. n. med. Wojciech Zegarski.